# 桑馬滕加省
桑馬滕加省（法語：Sanmatenga）是布基納法索中北大區中部的一個省，面積9,281平方公里。2006年人口598,232人。首府卡亞。
本區下轄十一縣。